# Puñaco

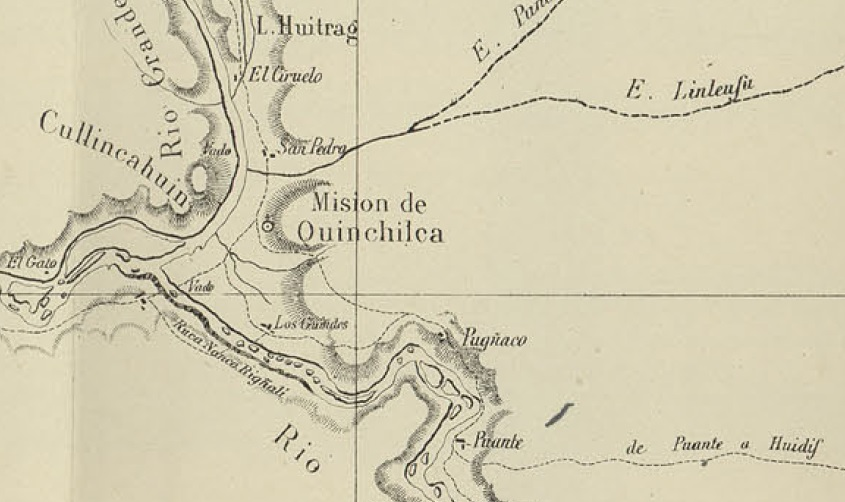
Camino Real desde la Misión de Quinchilca a Puñaco en el Mapa de la expedición de Francisco Vidal Gormaz en 1869

Puñaco es un caserío de la comuna de Los Lagos, ubicada al oeste de la localidad de Quinchilca.

## Historia
Entre los años 1867 y 1869 el ingeniero Francisco Vidal Gormaz, realiza trabajos de exploración de los afluentes del Río Valdivia encomendados por el Gobierno de Chile. En enero de 1868 realiza el tramo del 'Camino Real' entre la Misión de Quinchilca y Puñaco. Se describen dos senderos, el primero que va desde la Boca del Río Quinchilca pasando por el borde del río y por el Fundo Los Guindos hasta llegar a Puñaco. En este primer sendero aparece en su mapa otro vado que proviene desde la ribera sur del río Quinchilca y que atraviesa en el Fundo Los Guindos. El segundo sendero es más directo entre la Misión de Quinchilca y Puñaco pasando por el sector alto. Puñaco o ‘Pugñaco’ es descrita por Vidal Gormaz como una vega entre la Misión de Quinchilca y Puante

## Hidrología
Puñaco se encuentra en la ribera norte del Río Quinchilca.

## Accesibilidad y transporte
Puñaco se encuentra a 7 km de la ciudad de Los Lagos a través de la Ruta T-55.